# Coltainville
Coltainville är en kommun i departementet Eure-et-Loir i regionen Centre-Val de Loire strax norr om centrala Frankrike. Kommunen ligger i kantonen Chartres-Nord-Est som tillhör arrondissementet Chartres. År 2022 hade Coltainville 904 invånare.

## Befolkningsutveckling
Antalet invånare i kommunen Coltainville
Referens:INSEE